# Crassula barklyi
Espèce
Crassula barklyi est une espèce de plantes succulentes de la famille des Crassulacées originaire d'Afrique du Sud.